# Чжоу Цзи
Чжоу Цзи (кит. 周济; род. 26 августа 1946, Ханькоу, Хубэй) — китайский инженер и политик, министр образования (2003—2009). Президент Китайской инженерной академии (2010—2018).

## Биография
Чжоу Цзи родился 26 августа 1946 года. В 1970 году окончил Университет Цинхуа, а также получил докторскую степень в Университете штата Нью-Йорк в Буффало. Ранняя карьера инженера прошла в городе Ухань, где в 1997 году он смог стать президентом Университета науки и технологий Хуачжун. В 1999 году Чжоу был избран членом Китайской инженерной академии.
В 2002 году он был переведён на работу в Министерство образования КНР в качестве заместителя, а 17 марта 2003 года стал министром. На выборах во Всекитайское собрание народных представителей 2008 года Чжоу получил наименьшее количество голосов «за» из всех министров. Во время правления Чжоу система образования Китая продолжала страдать от академической непорядочности и коррупции. Он был отстранен от должности в октябре 2009 года на очередной сессии Всекитайского собрания народных представителей, а его заместитель Юань Гуйжэнь стал министром.
За вклад в числовое управление, автоматизированное проектирование и оптимизацию дизайна Чжоу был избран иностранным сотрудником Национальной инженерной академии США в 2013 году, а в 2018 году стал международным научным сотрудником Королевской инженерной академии в Великобритании.